# Энива (гора)
Энива (яп. 恵庭岳) — вулкан в Японии, расположенный в национальном парке Сикоцу-Тоя на острове Хоккайдо.

## География и описание

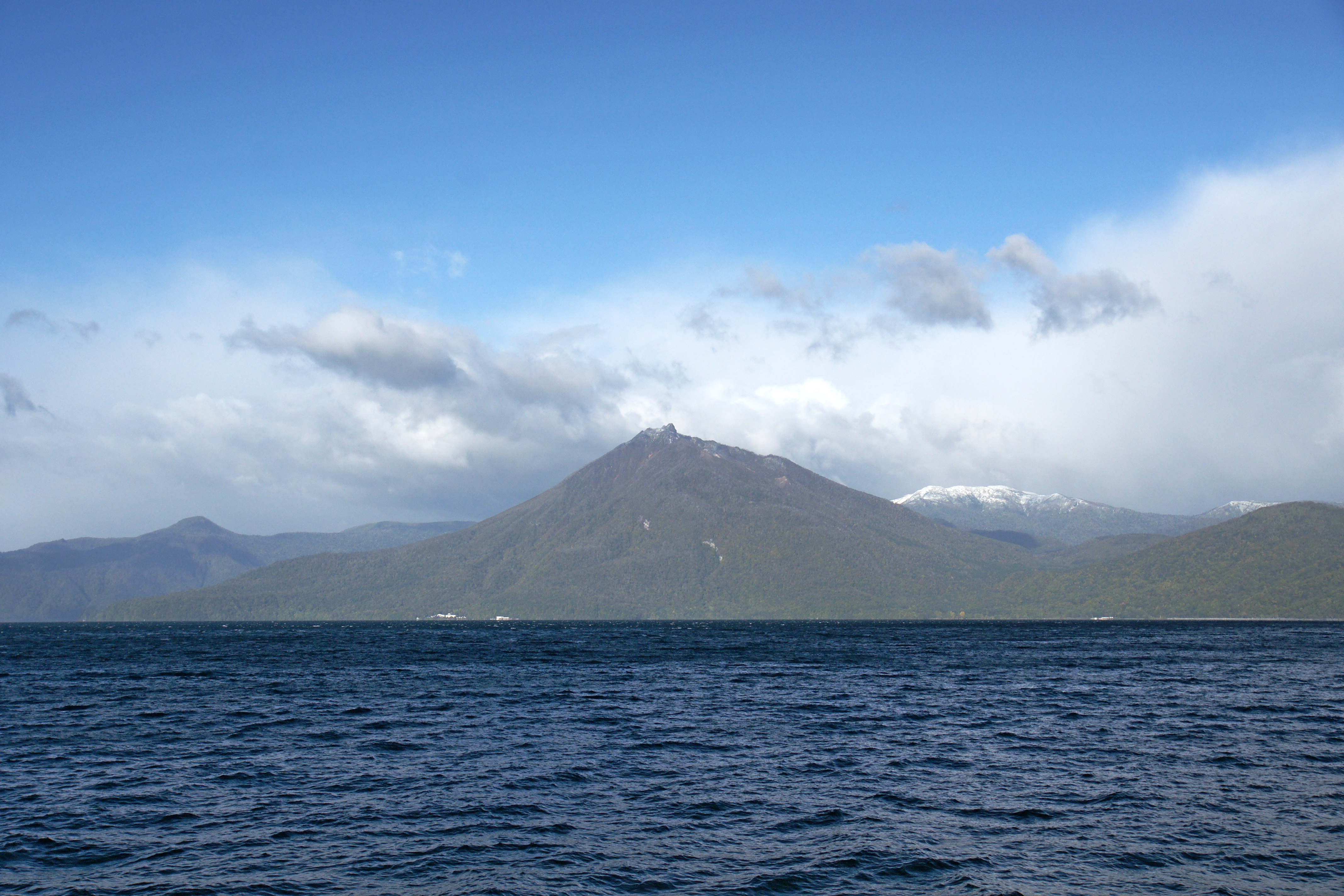
Вид на гору Энива с озера Сикоцу

Находится рядом с горами Тарумаэ и Фуппуси на берегу озера Сикоцу — кратерного озера, созданного вулканами. Энива является самой высокой из указанных трёх гор.
Последнее извержение вулкана Энива произошло около начала 1700 года (± 30 лет). Исторических записей об этом не имеется, но тефрохронология указывает на фреатические взрывы с грязевыми потоками из кратера № 3. За два столетия до этого извержения радиоуглеродное датирование указывает на подобное извержение из кратера № 2. И примерно в то же время радиоуглеродное датирование указывает на другое извержение, но из кратера № 1. Самым старым извержением, которое было датировано, является взрывное извержение с восточной стороны вершины около 100 г. до н. э. (согласно радиоуглеродному исследованию). Все эти события придают вулкану индекс вулканической взрывоопасности (VEI) 2.
Единственная пешеходная тропа на гору находится на её восточной стороне. Она начинается в лесу примерно в 1 километре от его границы. Окружающая подъём местность скалистая и альпийская, сам подъём занимает 3−3,5 часа.
Вокруг Энивы имеются месторождения золота и серебра, которые разрабатываются в трех шахтах: Eniwa, Hikariryū и Chitose. Измерения специалистов установили, что залежи имеют возраст около 40 миллионов лет и, таким образом, значительно старше самого вулкана. Первые жилы были обнаружены в 1899 году, а промышленная добыча драгоценных металлов началась в 1935 году. Рудник Eniwa был закрыт после окончания Второй мировой войны. Добыча на рудниках Hikariryū и Chitose продолжалась до 1986 и 2006 годов соответственно.

## Зимняя Олимпиада 1972 года
На зимних Олимпийских играх 1972 года на склонах горы Энива проходили горнолыжные соревнования среди мужчин и женщин. Трасса соревнования начиналась на вершине и оканчивалась на юго-западном подножии горы.